# Richard Schmidt
Richard Schmidt (Tréveris, 23 de maio de 1987) é um remador alemão, campeão olímpico.

## Carreira
Schmidt competiu nos Jogos Olímpicos de 2008, 2012 e 2016. Em sua primeira aparição, em Pequim, integrou a equipe da Alemanha no quatro sem, finalizando na sexta colocação. Em Londres, conquistou a medalha de ouro com a equipe alemã no oito com. Quatro anos depois, no Rio de Janeiro, disputou a mesma prova e obteve a medalha de prata.